# Lancia Esatau
Le Lancia Esatau était un camion lourd produit durant les années d'après-guerre par la division Lancia V.I. du constructeur italien Lancia.
L'étude de ce camion remonte à 1941. Un premier prototype a été testé en 1942 mais les conditions n'étaient pas réunies pour lancer un nouveau modèle "civil" en pleine guerre mondiale. Vincenzo Lancia décida de repousser son lancement officiel. Il sera présenté en 1947, lors du Salon de l'automobile de Turin, et décliné en de nombreuses versions. Il a souvent été utilisé en version plateau pour les transports avec remorque sur les longs trajets, en benne pour les chantiers et avec appareillage spécial pour le transport de voitures, citernes pour liquides ou produits en vrac.
La première série du Lancia Esatau 864M, dotée d'une cabine à capot, très proche de celle de son aïeul, le 3Ro, est lancée sous l'appellation commerciale 6Ro/M. Ce camion avait, comme le code de la route italien l'imposait, la conduite à droite. Lancia proposait une version châssis sans cabine, laissant le choix à ces clients de faire réaliser leur cabine personnalisée auprès des carrossiers homologués : Viberti, CAB ou Zagato. Ce camion sera choisi par le Regio Esercito, l'armée italienne, baptisé, conformément à sa numérotation interne, "CP 48".
Lancia a produit une variante de ce camion, avec la conduite à gauche, destiné à l'Ethiopie et au Yémen où la compagnie pétrolière Shell en a acquis 314 exemplaires. Ils portent la référence 834S, 834Et et 834Et/2.
Ce n'est qu'en 1950 que Lancia se décide, à la demande expresse de nombreux clients, à mettre en fabrication une version châssis surbaissé spécifique pour recevoir une carrosserie d'autobus et autocar. Les Esatau V10 (10 mètres), V11 (11 mètres) et V30 (12 mètres avec 3 essieux) sont lancés équipés d'un moteur à plat placé à l'avant destinés aux carrossiers spécialisés homologués. Quelques modèles de camions destinés aux transports exceptionnels de grande hauteur et des porteurs pour le transport de voitures ont été réalisés avec ces châssis.

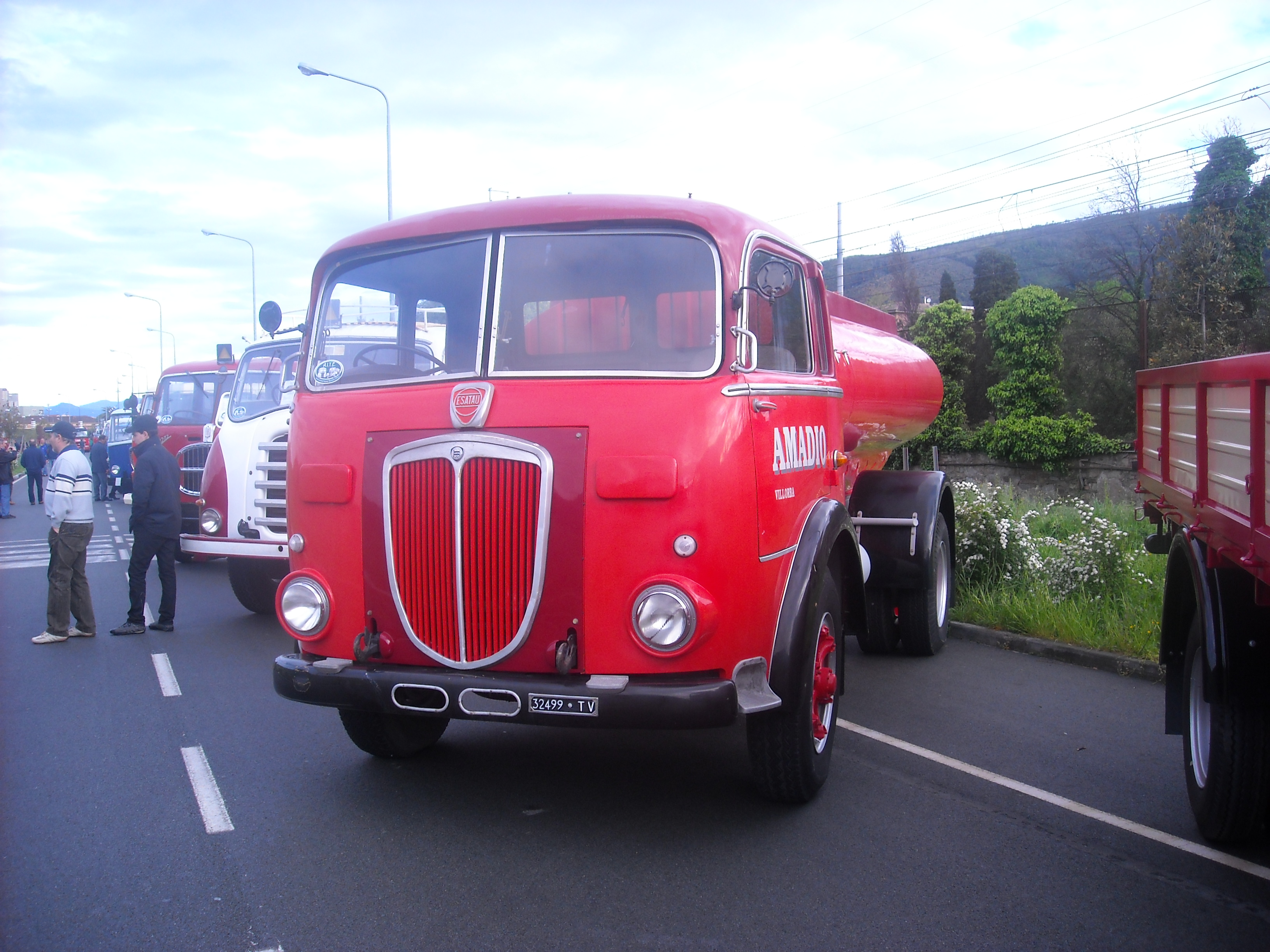
Lancia Esatau "A" cabine avancée

## 2esérie: Esatau "A" 864
En 1955, Lancia présente la version Esatau "A" à cabine avancée, construite par la "Carrozzeria Casaro". Dans un premier temps, cette version ne remplace pas la version avec cabine à capot mais vient simplement compléter la gamme avec ce modèle à empattement court pour être un tracteur de semi-remorques. À l'époque, le code de la route italien pénalisait les semi-remorques par rapport aux attelages porteur plus remorque par un poids total beaucoup moins élevé, 32 tonnes au lieu de 44 tonnes de PTRA. Les transporteurs italiens n'utilisaient que très rarement cette solution par contre très prisée à l'étranger. L'Esatau à capot existait en version tracteur mais avait une longueur importante et une visibilité entachée par la présence du capot ce qui incita le constructeur à présenter cette variante d'autant que ses concurrents italiens, Fiat V.I. en tête, étaient tous passés aux cabines avancées.
En 1957, toute la gamme Esatau à capot est remplacée par la version "A" à cabine avancée.

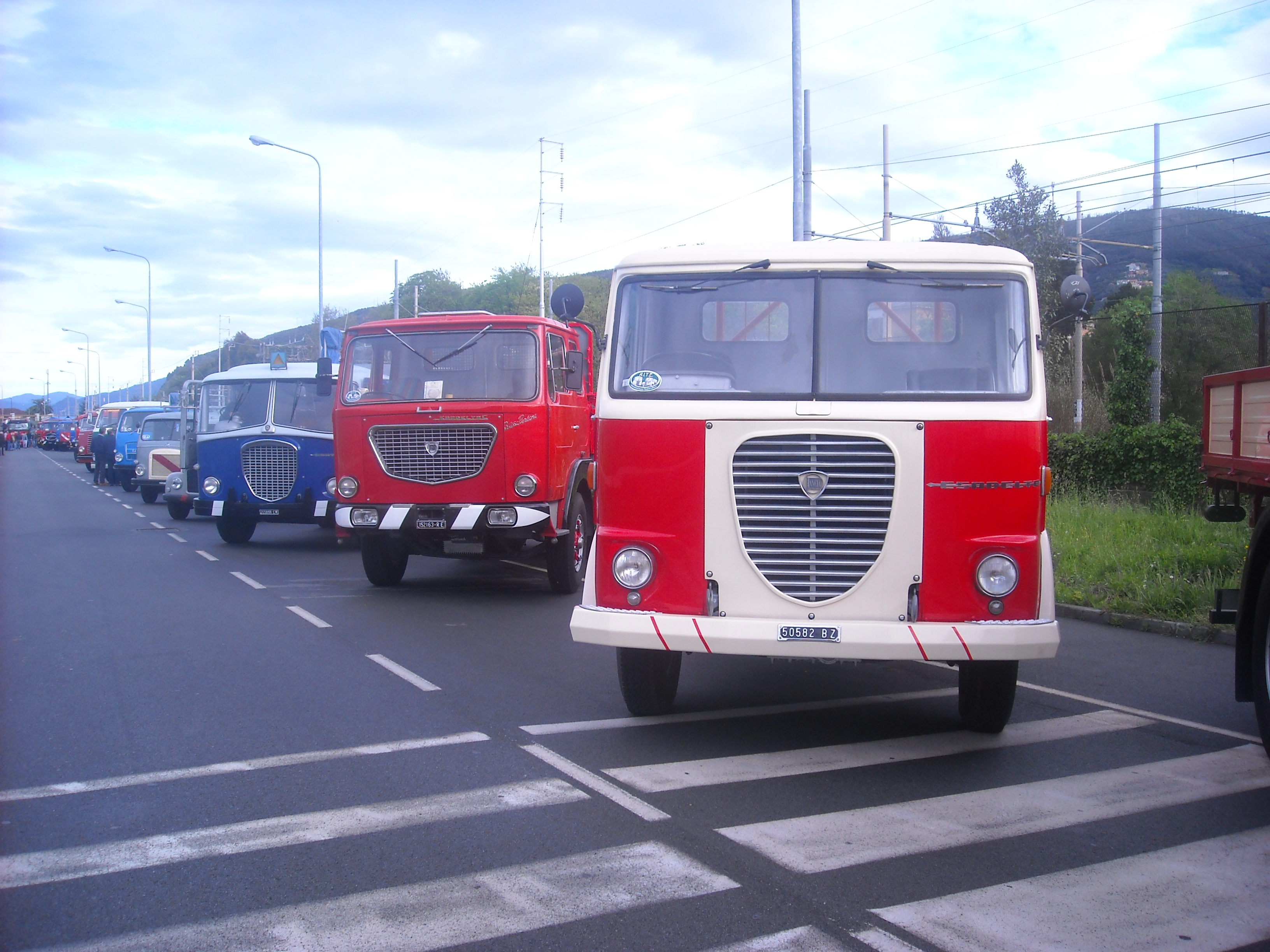
Camions Lancia - le 1er rouge/blanc Lancia Esadelta "A" - le 2ème rouge Lancia Esadelta "C" - le 3ème bleu Lancia Esatau "B"

## 3esérie: Esatau "B" 503
Les premiers prototypes arborant la nouvelle cabine Lancia circulent dès octobre 1956. Cette nouvelle cabine est la première cabine à être réalisée en interne. Elle est très reconnaissable avec son design compliqué, voire torturé. Elle ne comporte aucune surface plane. Le parebrise est en deux parties mais sa découpe est complexe avec un retour latéral bombé, très difficile à réaliser et coûteux. Les italiens la surnommeront le téléviseur et certains même la cabane au Canada.
Comme il se doit, Lancia a produit une version spéciale surbaissée du châssis de l'Esatau "B" pour les autobus et autocars. Il sera baptisé Lancia 703 et restera en production bien après l'arrêt de la fabrication des camions par le constructeur italien après son intégration dans Fiat V.I. en 1969.
Tous les 'Esatau "B" ont été équipés du nouveau moteur 6 cylindres de 8 867 cm3 développant 150 ch à 2 000 tr/min.
Le Lancia Esatau a été produit, dans ses différentes versions, en 13 362 exemplaires.

## Autobus, autocars et trolleybus Lancia Esatau
En 1950, à la demande expresse de nombreux clients, Lancia se décide à commercialiser la version "P" du châssis surbaissé spécifique pour recevoir une carrosserie d'autobus et autocar. Les Esatau V.10 (10 mètres), V.11 (11 mètres) et V.30 (12 mètres avec 3 essieux) sont lancés équipés d'un moteur à plat placé à l'avant destinés aux carrossiers spécialisés homologués. Quelques modèles de camions destinés aux transports exceptionnels de grande hauteur et des porteurs pour le transport de voitures ont été réalisés avec ces châssis.

### Lancia Esatau P/V.10
Le Lancia Esatau V.10 était équipé du moteur Lancia V10 développant 91 kW/122 Ch, placé à plat à l'avant du châssis de 10,00 mètres.

### Lancia Esatau P/V.11
Le Lancia Esatau V.11 était équipé du moteur Lancia V10 développant 122 Ch, placé à plat à l'avant du châssis de 11,00 mètres. Il a été dénombré un nombre important d'autobus carrossés par Garavini, mis en service en Italie.

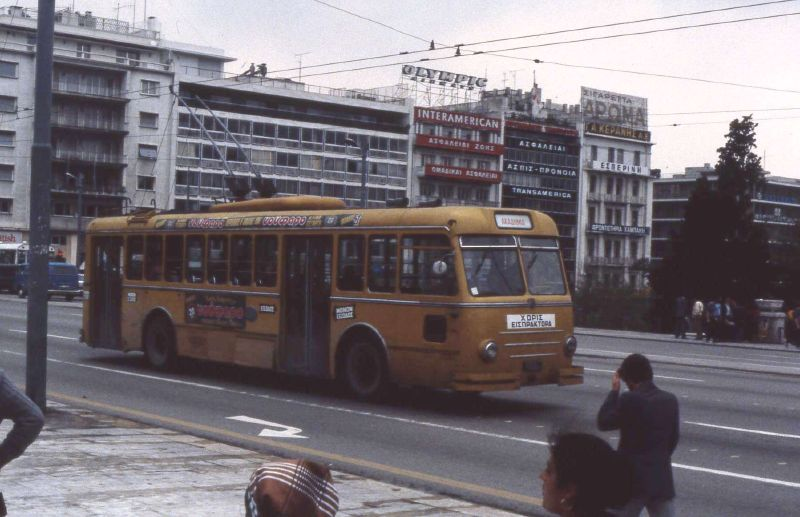
Trolleybus Lancia Esatau carrosserie Casaro à Athènes

De nombreux trolleybus ont été construits sur la base du châssis du Lancia Esatau "P" V.11. On peut encore en voir quelques exemplaires en service à Athènes en Grèce où la parc véhicules en a compté jusqu'à 46 exemplaires en service. Le Trolleybus V.11 disposait de 2 portes latérales uniquement et avait une capacité de 27 places assises et 73 places debout. Les trolleybus Lancia Esatau V.11 ont été mis en service à Athènes en 1961 et les premiers exemplaires ont été radiés en 1991.
Ce modèle, a également été utilisé par les régies municipales de transport suivantes :
- avec une carrosserie Menarini Monocar et une motorisation CGE, à Florence et Capoue.
- avec une carrosserie 3 essieux Casaro F79 et une motorisation CGE, à Rome, Salerne et Athènes,
- avec une carrosserie Piaggio et une motorisation Ansaldo, à Gènes et Ancône,
- avec une carrosserie Pistoiesi et une motorisation Ansaldo, à Florence et Athènes,

### Lancia P/V.30
Le Lancia Esatau V.30 était équipé du moteur Lancia développant 107 kW/144 Ch, placé à plat à l'avant du châssis de 12,00 mètres, à 3 essieux, comme l'imposait la règlementation italienne. Seulement 17 exemplaires de ce châssis furent fabriqués.

### Lancia Esatau P/V.81
Le châssis Lancia Esatau P/V.81 a été produit de 1953 à 1959. 155 autobus de l'ATAC de Rome utilisant ce châssis ont été construits par la carrosserie Viberti de Turin et 23 par Pistoiesi. Le châssis V.81 était disponible en 2 longueurs, 10.40 m avec un moteur Lancia de 97 kW/130 Ch ou 11,00 m avec le moteur Lancia V10 de 107 kW/144 Ch.

## Productions
- Camion Esatau 864 à capot (1947-56) :
  - 864 (conduite à droite) : 4.896 ex.
  - 864S (conduite à gauche) : 305
  - 864C (empattement court) : 468
  - 864 SC (empattement court conduite à gauche) : 9
  - 864 Et-Et/2-CEt/2 (versions pour l'Ethiopie & le Yémen) : 150
  - 864 TR (version tracteur) : 20
  - 6Ro/M (version militaire CP 48) : 1.527

- Camion Esatau 964 (3 essieux) (1948-58) :
  - 964 : 60 ex.

- Camion Esatau "A" 864 cabine avancée :
  - 864 A / 864 ATR : 1.252 ex.

- Camion Esatau "B" 503 cabine avancée :
  - 503.00 (conduite à droite) : 2.689 ex.
  - 503.01 (conduite à gauche) : 207 ex.
  - 503.02 (pour l'Ethiopie & le Yémen) : 580
  - 503.03 (tracteur conduite à droite) : 176
  - 503.03 (tracteur conduite à gauche) : 46
  - 503.07 (porteur 3 essieux pour l'Ethiopie & le Yémen) : 12
  - 503.31 (châssis spécial) : 66

- Versions autobus Esatau "P" avec moteur horizontal :
  - 864P V.10 (10,40 m),
  - 864P V.11 (11,00 m),
  - 864P V.30 (3 essieux),
  - 864P V.81 (10,40 & 11,00 m),
  - 703 (11,00, 12,00 & 18,00 m articulé).

Aucun chiffre de production des châssis d'autobus officiel n'est connu. Certains spécialistes estiment que 5.000 châssis ont été utilisés par les carrossiers spécialisés en Italie. Mais à l'étranger ...?